# Arroyo Pintadito
Der Arroyo Pintadito ist ein Fluss im Norden Uruguays.
Er entspringt auf dem Gebiet des Departamento Artigas in der Cuchilla Yacaré Cururú einige Kilometer südlich der Departamento-Hauptstadt Artigas. Von dort fließt er in nördliche Richtung, unterquert kurz vor seiner Mündung die Ruta 30 und mündet schließlich am südöstlichen Stadtrand von Artigas als linksseitiger Nebenfluss in den Río Cuareim.